# Thomas Tew

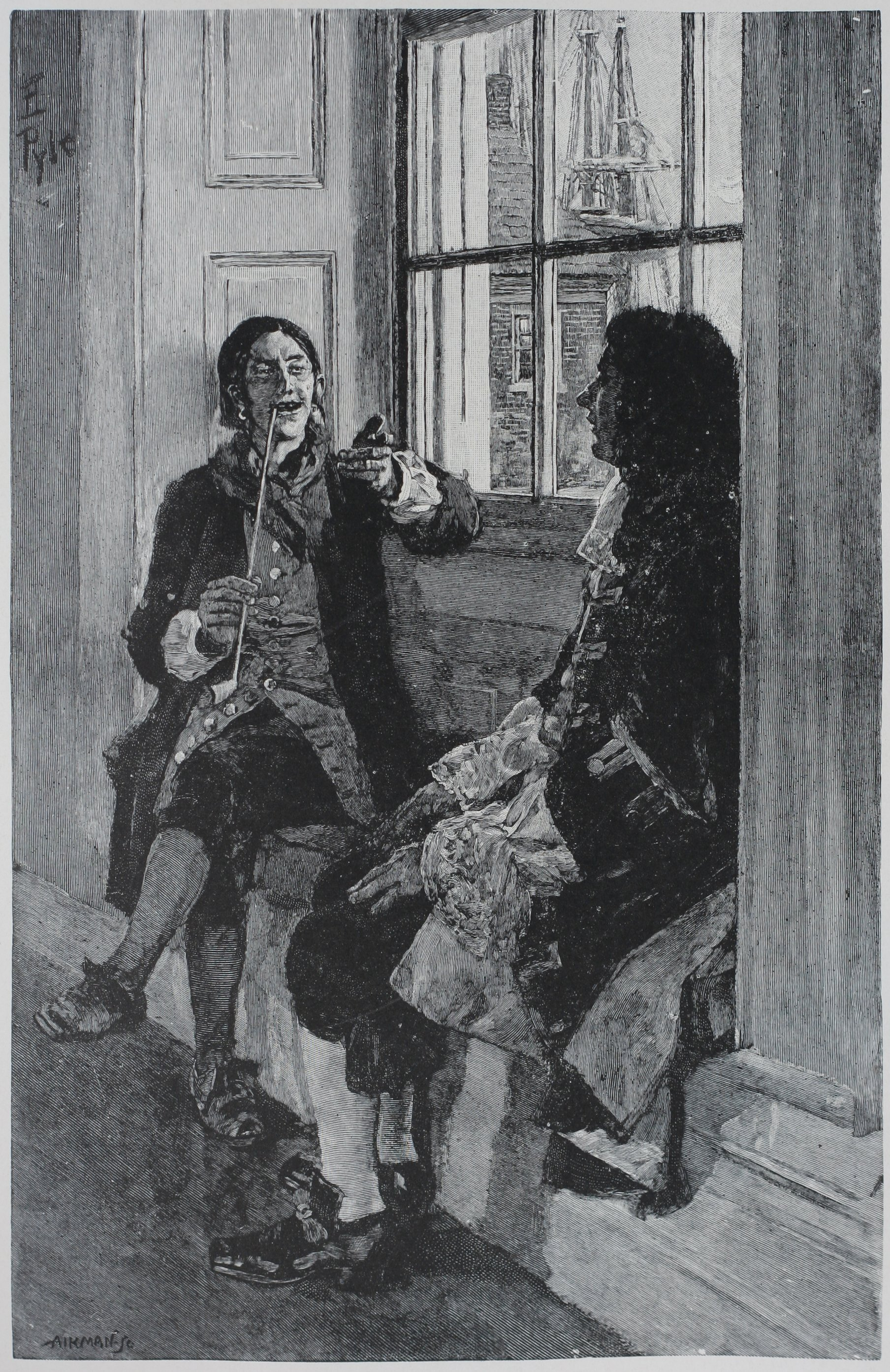
El Capitán Thomas Tew relata sus singladuras al gobernador Fletcher. Pintura por Howard Pyle.

Probable bandera de Thomas Tew.

Thomas Tew (Bristol, Inglaterra, 1650? - en el mar Rojo, 1695) fue un pirata y corsario británico nacido en Bristol, Inglaterra al que se asocia con el capitán Misson y que se le considera el fundador de la ronda del pirata.

## Vida de pirata
Se cree que nació en Bristol, Inglaterra y se mudó a la colonia de la Nueva Inglaterra en la costa este de los actuales Estados Unidos, probablemente descendiente de una familia pudiente de Rhode Island.
En las Bermudas, en 1691, se hizo del barco Amity con el que consiguió permiso de las autoridades de la isla para atacar una base francesa en Gambia. Se embarcó en el viaje y se sumó a otro barco, mandado por George Drew. Ambas embarcaciones pasaron el Cabo de Buena Esperanza y viajaron hacia el norte, pero debido a una tormenta las naves se separaron. En ese punto Tew y su tripulación decidieron dedicarse a la piratería: Pasando por Madagascar enrumbaron hacia el Mar Rojo; hacia el Golfo de Adén. Allí atacaron un velero árabe y tomaron buen tesoro: cada hombre se quedó con la fortuna de 3 mil libras esterlinas, lo suficiente como para que ninguno tenga que volver a trabajar.

### Tew en Libertalia
En su regreso a Madagascar (1693) parte de la tripulación regresó a América. Otros, unos 24 marinos, entre ellos Tew, decidieron establecer una colonia, gozando de lo robado. Allí conoció al Capitán Misson con quien probablemente convivieron en la comunidad fundada por este: Libertalia. Muchos autores ponen en duda la existencia de esta comunidad que se rigió por principios igualitarios. La única fuente de este suceso es el libro Historia general de los piratas de Charles Johnson. Misson, deseando fortalecer su república, decidió enviar un buque a Guinea a capturar barcos esclavistas y le ofreció la tarea a Tew, este la aceptó. 
Frente al Cabo, el "Amity" abordó un barco holandés de 18 cañones, el East Indianman. Nueve de los tripulantes holandeses se le unieron y el resto fue desembarcado. Luego, frente a la costa de la actual Angola, capturó un barco inglés con 240 hombres, mujeres y niños engrillados en las bodegas. Los miembros africanos de la tripulación descubrieron a bastantes familiares y amigos entre los esclavizados, a los que liberaron y llevaron con ellos.
También se sumó la mitad de la tripulación del barco pirata del célebre capitán William Kidd, que en una oportunidad se detuvo unos días a hacer reparaciones en su navío.

## Retorno
Tew retornó a Rhode Island. En ese lugar compensó a sus antiguos financiadores lo invertido en sus viajes más buenas ganancias.
Obtuvo nueva patente de corso de las autoridades locales para atacar barcos franceses en nombre de la corona de Inglaterra y se embarcó en el Frederick junto con un tal Frederick Philips, interesado también en el negocio.

## En Madagascar
Volvió a reencontrarse con Misson, y cada uno con un barco y 250 tripulantes, pusieron proa al norte. Frente a la costa sur de Arabia lograron el asalto a un enorme barco del Gran Mogol con mil peregrinos en viaje a La Meca en el Mar Rojo conteniendo grandes riquezas, entre ellas sedas, oro y especias, lo capturaron fácilmente sin perder un hombre (el navío apresado estaba abarrotado) y desembarcaron a todos salvo a cien muchachas de entre 12 y 18 años que los piratas reclamaron para "crecer y multiplicarse". Misson, viendo los llantos de las adolescentes y sus familiares, estuvo a punto de desistir de la idea, pero sus hombres se lo impidieron. 
Después de una disputa entre Misson y Tew que fue solucionada amigablemente, Tew fue nombrado almirante de la flota. Quiso fortalecer la ciudadela porque carecía de hombres para su defensa, pero no obtuvo apoyo y formó así su propio asentamiento. Aprovechando la ausencia de una parte de la flota pirata, una de las tribus de nativos malgaches atacó la república y arrasó las debilitadas defensas. Fue una masacre. Caraccioli murió en la defensa. Misson apenas pudo escapar con 45 hombres, dos barcos y aún un considerable tesoro. Tew, semanas después, obtuvo noticias de Misson que el asentamiento había sido atacado por nativos, el ataque provocó la caída de Libertatia; Tew y Misson se repartieron los barcos y el dinero y se separaron. Antes de alcanzar el Cabo, se desató una terrible tormenta y fue el fin de François Misson.

## Nuevo regreso a Newport y últimos años
En su regreso a Newport en 1694 vivió una vida tranquila pero fue persuadido de hacer nuevos viajes. En Nueva York obtuvo del gobernador Ben Fletcher patente de corso en octubre de 1694 por trescientas libras. Partió de Newport con su tripulación y un renovado barco Amity, más cuatro capitanes que lo acompañaban. 
Al tener la flota un primer asalto fructífero en el mar Rojo en junio de 1695, Tew encontró la muerte probablemente bajo el ataque de un barco hindú. Según Charles Johnson, una bala atravesó el vientre de Tew quien trató de retener sus entrañas. Al ver esto su tripulación se rindió sin oponer resistencia.

## Cultura popular
- Se hacen referencias a Thomas Tew en el videojuego Uncharted 4: El desenlace del ladrón. Según el videojuego, Tew fue uno de los fundadores de Libertalia junto con Henry Avery y otros diez piratas más.